# Hemigrammus rhodostomus
Hemigrammus rhodostomus Ahl, 1924 è un pesce d'acqua dolce appartenente alla famiglia Characidae.

## Distribuzione e habitat
Questa specie è diffusa nelle acque dolci della parte inferiore del Rio delle Amazzoni, in Sudamerica.

## Descrizione
Il corpo è allungato, grigio pallido, e raggiunge i 5 cm. Questa specie può essere facilmente confusa, a causa della colorazione, con Petitella georgiae e Hemigrammus bleheri. La pinna caudale è biforcuta, con striature chiare e scure; sulla testa la colorazione è rossa intensa.

## Comportamento
Pesce di branco che forma fitti banchi di non meno di cinque esemplari.

## Acquariofilia
Può essere allevato in acquario, ma non si riproduce molto facilmente in cattività.